# Megachernes monstrosus
Megachernes monstrosus är en spindeldjursart som beskrevs av Beier 1966. Megachernes monstrosus ingår i släktet Megachernes och familjen blindklokrypare. Inga underarter finns listade i Catalogue of Life.